# イチモンジタナゴ
イチモンジタナゴ（一文字鱮、Acheilognathus cyanostigma）は、コイ目コイ科タナゴ亜科タナゴ属に属する淡水魚である。種小名は「青い斑」を意味し、本種の体側を通る青緑色の縦条の先頭にある斑紋に由来する。この斑紋は側線鱗の前から数えて6～7枚目の上方にあり、そこから尾鰭の基点あたりまで太い暗色の縦条が続く。これが漢数字の「一」のように見えることが、和名の由来である。

## 分布
日本固有種。琵琶湖・淀川水系、由良川水系、濃尾平野（木曽三川およびその周辺）、紀の川水系、三方湖に分布する。琵琶湖産コアユ稚魚の放流に混入して広島県、富山県、岡山県、熊本県、四国と西日本、東北の一部にも拡散した。関東の利根川・小貝川でも移入個体が確認されていたが、定着はしていないものと考えられる。

## 形態
全長6～8 cmで、オスはメスより1 cmほど大きい。体型はタナゴに似ており体高が低いが、鰭は扇形であることが大きく異なる。。体側には桃色と青緑色の長い縦条があり、これが和名「一文字」の由来で、胸部〜腹側の桃色の模様と縦帯がつながる。口ひげはあるが極めて短く痕跡的で幼魚ではほとんど目立たない。背鰭・臀鰭の軟条数はともに8。文献や書籍では側線は完全と書かれることが多いが、正しくは36〜37までの縦列鱗数のうち、側線有孔鱗数は33〜34であり不完全である。繁殖期のオスは腹部が淡いピンクに、背部は明るい緑色に色づく婚姻色を呈する。メスは産卵管を伸長させるが、尾鰭の末端を超え、この長さはタナゴ類中で最長である。

## 生態
基本的に流れのない水域を好み、湖沼や河川・用水路等の緩水ないし止水域に生息する。溜池のような閉鎖的な止水域から流れの早い河川でも再生産が可能である。食性は雑食性で、仔稚魚期には動物プランクトンを捕食するが、成魚では藻類など植物食への偏りがみられる。繁殖期は春から初夏で、大型のドブガイやカラスガイを好んで産卵する。1年で成魚となり、寿命は2-3年ほど。

## 保全状態評価
絶滅危惧IA類 (CR)（環境省レッドリスト）
水草が豊富な琵琶湖の内湖干拓、河川改修などによる環境改変に伴う生息地の破壊、ブラックバスやブルーギルによる捕食、タイリクバラタナゴとの競合、観賞魚用としての乱獲により生息地、個体数とも激減している。2007年版の環境省レッドリストでは、以前の絶滅危惧IB類からIA類にカテゴリが変更された。琵琶湖・淀川水系では減少が著しく、滋賀県では条例により「指定希少野生動植物種」として本種の捕獲等が禁じられている。2009年10月にはインターネットオークションで岐阜県産の本種を琵琶湖産と偽って販売した男が滋賀県警に逮捕された。
琵琶湖博物館が、平安神宮やオムロンと協力して、ビオトープ池などでの保護・繁殖に取り組んでいる。平安神宮神苑の池にいるイチモンジタナゴは琵琶湖疏水を経由して移動・定着されたとみられる。その一部を琵琶湖博物館が引き取って繁殖させたが、神苑の池ではヘドロ堆積による二枚貝減少によりイチモンジタナゴがみられなくなり、ヘドロ除去後に琵琶湖博物館から再導入された。